# FK Pārdaugava Riga
FK Pārdaugava Riga was een Letse voetbalclub uit de hoofdstad Riga.

## Geschiedenis
De club werd opgericht in 1984 als Daugava-RVR Riga. Nadat ze in 1985 de naam  Junioru izlase Riga en in 1988 de naam Jaunatnes izlase Riga aannamen werd in 1990 de naam Pārdaugava Riga aangenomen. In 1991 nam de club de plaats van Daugava Riga in de Pervaja Liga, de tweede klasse van de Sovjet-Unie in en werd daar laatste. Na dit seizoen viel de Sovjet-Unie uit elkaar en ging de club van start in de nieuwe nationale Letse competitie. De nieuw gevormde club Skonto Riga werd de nieuwe dominerende club van de jonge natie, Pārdaugava werd wel vicekampioen. De volgende seizoenen eindigde de club in de subtop en in 1995 werd de club ontbonden na een faillissement.